# 短尾骨尾魚
短尾骨尾魚（学名：Gila brevicauda）为輻鰭魚綱鯉形目雅羅魚科骨尾魚屬的其中一種，該物種分布於中美洲墨西哥西馬德雷山脈，體長可達12.9公分，棲息在中底層水域，生活習性不明。